# Herbert F. Johnson Museum of Art
Le Herbert F. Johnson Museum of Art est un musée d'art situé dans l'université Cornell à Ithaca, aux États-Unis.
Le musée est l'œuvre d'Ieoh Ming Pei.